# Christ Koumadje
Jean-Marc Christ Koumadje (N'Djamena, 7 luglio 1996) è un cestista ciadiano.

## Statistiche

### College
| Anno      | Squadra             | PG  | PT | MP   | TC%  | 3P% | TL%  | RP  | AP  | PRP | SP  | PP  |
| --------- | ------------------- | --- | -- | ---- | ---- | --- | ---- | --- | --- | --- | --- | --- |
| 2015-2016 | Fl. State Seminoles | 26  | 1  | 6,1  | 48,1 | -   | 41,2 | 1,5 | 0,0 | 0,0 | 0,7 | 1,3 |
| 2016-2017 | Fl. State Seminoles | 35  | 0  | 10,1 | 65,4 | 0,0 | 48,0 | 1,9 | 0,1 | 0,2 | 1,1 | 3,4 |
| 2017-2018 | Fl. State Seminoles | 24  | 21 | 16,0 | 62,6 | -   | 58,3 | 4,1 | 0,1 | 0,1 | 1,5 | 6,5 |
| 2018-2019 | Fl. State Seminoles | 37  | 37 | 15,5 | 62,7 | 0,0 | 58,2 | 5,6 | 0,2 | 0,2 | 1,4 | 6,6 |
| Carriera  | Carriera            | 122 | 59 | 12,1 | 62,2 | 0,0 | 54,1 | 3,3 | 0,1 | 0,1 | 1,2 | 4,5 |

### G League
| Anno      | Squadra         | PG | PT | MP   | TC%  | 3P% | TL%  | RP   | AP  | PRP | SP  | PP   |
| --------- | --------------- | -- | -- | ---- | ---- | --- | ---- | ---- | --- | --- | --- | ---- |
| 2019-2020 | Del. Blue Coats | 33 | 23 | 26,4 | 63,5 | -   | 67,9 | 10,9 | 0,7 | 0,5 | 4,0 | 11,3 |
| Carriera  | Carriera        | 33 | 23 | 26,4 | 63,5 | -   | 67,9 | 10,9 | 0,7 | 0,5 | 4,0 | 11,3 |

### Eurolega
| Anno      | Squadra      | PG | PT | MP   | TC%  | 3P% | TL%  | RP  | AP  | PRP | SP  | PP  |
| --------- | ------------ | -- | -- | ---- | ---- | --- | ---- | --- | --- | --- | --- | --- |
| 2020-2021 | Alba Berlino | 4  | 1  | 11,9 | 70,0 | -   | 0,0  | 3,2 | 0,2 | 0,0 | 1,0 | 3,5 |
| 2021-2022 | Alba Berlino | 21 | 4  | 12,4 | 70,4 | -   | 65,8 | 4,3 | 0,0 | 0,1 | 0,6 | 6,0 |
| 2022-2023 | Alba Berlino | 31 | 17 | 13,2 | 70,7 | -   | 53,7 | 3,8 | 0,2 | 0,3 | 1,0 | 6,0 |
| 2023-2024 | Alba Berlino | 28 | 11 | 16,6 | 62,7 | -   | 68,2 | 5,4 | 0,2 | 0,4 | 0,9 | 5,6 |
| Carriera  | Carriera     | 84 | 33 | 14,1 | 67,9 | -   | 61,1 | 4,4 | 0,2 | 0,3 | 0,9 | 5,8 |

## Palmarès

### Squadra
- Campionato tedesco: 2

Alba Berlino: 2020-21, 2021-22
- Coppa di Germania: 1

Alba Berlino: 2021-22

### Individuale
- NBA G League Defensive Player of the Year Award (2020)